# Ніттані (Пенсільванія)
Ніттані (англ. Nittany) — переписна місцевість (CDP) в США, в окрузі Сентр штату Пенсільванія. Населення — 624 особи (2020).

## Географія
Ніттані розташоване за координатами 40°59′41″ пн. ш. 77°33′8″ зх. д. / 40.99472° пн. ш. 77.55222° зх. д. (40.994719, -77.552128).  За даними Бюро перепису населення США в 2010 році переписна місцевість мала площу 3,67 км², уся площа — суходіл.

## Демографія
Згідно з переписом 2010 року, у переписній місцевості мешкало 658 осіб у 273 домогосподарствах у складі 197 родин. Густота населення становила 179 осіб/км².  Було 288 помешкань (79/км²).
Расовий склад населення:
| - 98,2 % — білих - 0,6 % — чорних або афроамериканців - 0,2 % — азіатів |

До двох чи більше рас належало 0,6 %. Частка іспаномовних становила 0,6 % від усіх жителів.
За віковим діапазоном населення розподілялося таким чином: 18,1 % — особи молодші 18 років, 64,1 % — особи у віці 18—64 років, 17,8 % — особи у віці 65 років та старші. Медіана віку мешканця становила 45,5 року. На 100 осіб жіночої статі у переписній місцевості припадало 101,8 чоловіків;  на 100 жінок у віці від 18 років та старших — 104,9 чоловіків також старших 18 років.
Середній дохід на одне домашнє господарство  становив 51 189 доларів США (медіана — 46 000), а середній дохід на одну сім'ю — 54 331 долар (медіана — 41 071). За межею бідності перебувало 14,3 % осіб, у тому числі 51,6 % дітей у віці до 18 років та 0,0 % осіб у віці 65 років та старших.
Цивільне працевлаштоване населення становило 378 осіб. Основні галузі зайнятості: освіта, охорона здоров'я та соціальна допомога — 38,1 %, сільське господарство, лісництво, риболовля — 15,1 %, виробництво — 14,8 %.